# Acneus burnelli
Acneus burnelli is een keversoort uit de familie keikevers (Psephenidae). De wetenschappelijke naam van de soort werd in 1962 gepubliceerd door Kenneth Fender.